# Thiessen (Coswig)
Thiessen è una frazione della città tedesca di Coswig (Anhalt), situata nel land della Sassonia-Anhalt.
Fino al 30 agosto 2010 ha costituito un comune autonomo.